# エドウィン・リー
エドウィン・マー・リー（Edwin Mah Lee, 1952年5月5日 - 2017年12月12日）は、アメリカ合衆国の政治家、弁護士。サンフランシスコ市長を2011年から2017年まで務めた。中国名は李孟賢（日本語読み:り ぼうけん、リ・メンシャン）。

## 来歴
1952年5月5日にワシントン州シアトルに中国系の家庭に生まれた。父は広東省江門市台山出身の移民で朝鮮戦争に出兵したが、エドウィンが15歳の時に亡くなった。ボウディン大学を卒業し、トーマス・J・ワトソン奨学金を得てカリフォルニア大学バークレー校法律学校を卒業した。
大学卒業後、アジア人系の法律・弁護士団体、アジア人法律連盟（San Francisco Asian Law Caucus）で職を得てアジア人の人権や住居などが受けられるよう活動を行った。
2011年、市長代理を経てサンフランシスコ市長に初のアジア系アメリカ人（中国系アメリカ人）として当選した。中国系の政治活動家で中国共産党と関わりがあるローズ・パク(Rose Pak)の影響があり、リーの選挙時には中国系アメリカ人で初の市長として大きなキャンペーンを行った。パクは2012年のチャイナタウンで行われた尖閣諸島のデモやチャナタウンバイパレードでの法輪功の禁止など、祖国の中国共産党の政策の影響を強く受けている。
2013年にリーは政策として市の最低賃金を10ドル74セントから2018年までに15ドルまで段階的に増やす決定をした。オークランド市長と共同でカリフォルリア州全体の最低賃金を15ドルまで増やす活動を行い、2016年3月に州は決定をし、2022年までに15ドルまで増やす予定である。
5年間の間に失業率は6パーセント減少し、テクノロジー企業や雇用政策を行った為に住宅価格などは大幅に上昇した。その実績を持って臨んだ2015年の市長選挙では56パーセントの得票を得て再選された。
2016年には市の8000人のホームレスを支援するプログラムを開始した。しかしリーの在任中にサンフランシスコの住宅価格は2倍以上となり、ホームレスは4パーセント増加した。
2016年12月に姉妹都市の韓国のソウルを訪問した時にソウル市名誉市民に選出された。
2017年11月23日にサンフランシスコ市議会では自身の同胞である中国系団体が建てた慰安婦像を市が受け入れる決議案を採択し、市長として議案承認の署名をした。これを受けて大阪市長の吉村洋文は姉妹都市を解消する方針を決定した。当初は12月中の予定だったが、下記の死去を受け、新市長が正式決定するまでは解消通告を延期をした。
2017年12月12日、心停止のためザッカーバーグ総合病院で死去。65歳。リーの死を受け、ロンドン・ブリード市議会議長が市長代行に就任し、2018年7月11日より正式に市長に就任した。